# 135 mm/45 OTO/Ansaldo Mod. 1937/1938
135 mm/45 OTO/Ansaldo Mod. 1937/1938 e корабно оръдие с калибър 135 mm разработено и произвеждано в Италия. Състои на въоръжение в Кралските ВМС на Италия. Предназначено е за въоръжение на линейните кораби от типа „Андреа Дория“, леките крайцери тип „Капитани Романи“ и „Етна“, а също и на разрушителите от типа „Команданти Медалие д’Оро“. Счита се за едно от най-добрите морски оръдия на италианския флот от периода на Втората световна война.

## Конструкция
135 mm оръдие е разработено в противовес на 138,6 mm оръдие Model 1929 на френските контраминоносци, по сравнение с което приетото на въоръжение на италианските разрушители 120 mm оръдие изглежда прекалено слабо. Стволът на оръдието се състои от вътрешна тръба, кожух и пръстен с фиксатор. Затворът е хоризонтално-клинов, откатната спирачка е хидравлична, зареждането е разделно-гилзово. Теоретически е подсигурено зареждане при всички допустими ъгли на възвишение, но при ъгъл над +30° няма достатъчно енергия за прибойниците, работещи за сметка на отката, за това зареждането на оръдието е възможно само ръчно, което рязко намалява темпа на стрелба. В сравнение със 120 mm оръдие разработчиците значително понижават началната скорост на снаряда, с 950 m/s до 825 m/s, което чувствително повишава кучността на стрелбата и живучестта на ствола. Всяко оръдие в куполните установки е поместено в собствена люлка и може да бъде насочено по вертикалната плоскост отделно от другите.

## Оръдейни установки
Италианският флот използва два типа куполни оръдейни установки – Mod. 1937 и Mod. 1938. Освен това са планирани и единични щитови установки за новите разрушители, но нито един от тях не влиза в строй. Първи получават новите оръдия линкорите от типа „Андреа Дориа“, преминаващи обширна модернизация в периода 1937 – 1940 г. Макар техните предшественици, линкорите от типа „Конте ди Кавур“, да получават като противоминна артилерия 120 mm оръдия, високите характеристики на новото 135 mm оръдие водят командването на флота към мисълта за въоръжаване с тях на втората двойка модернизирани линкори. На линкорите 135 mm оръдия са поместени в четири триоръдейни кули, разположени по бордовете, до носовата надстройка. Броневата им защита е доста солидна за втори калибър на линкор и достига 120 mm. Поради това масата на установките достига 105 тона. Разстоянието между осите на оръдията съставлява едва 74 cm, което води до взаимно влияние на струите на снарядите и снижава кучността. Боезапасът на всичките 135 mm оръдия на линкора съставлява 1773 снаряда – 572 бронебойни, 873 фугасни, 328 зенитни фугасни.

## Боеприпаси
Оръдията стрелят със снаряди от два основни типа – бронебоен и фугасен, с маса 32,7 kg. Освен това има зенитен фугасен снаряд с времеви взривател и осветителен снаряд. Теглото на метателния заряд, заключен в месингова гилза, съставлява 8,88 kg. Бронебойният снаряд съдържа 1,465 kg взривно вещество, фугасният – 1,8 kg. Бронепробиваемостта достига 17 – 25 mm броня на дистанция 17 km, 36 mm на дистанция 15 km и 48 mm на дистанция 11 km.